# Oberwölzer Schoberspitze
Die Oberwölzer Schoberspitze ist ein 2423 m ü. A. hoher Berg der Wölzer Tauern in der Steiermark.

## Lage und Charakter des Berges
Die Oberwölzer Schoberspitze ist nach der Rettlkirchspitze und dem Greim der dritthöchste Gipfel der Wölzer Tauern. Sie erhebt sich im Zentrum der Gruppe, etwa einen Kilometer südlich des Alpenhauptkamms. Ihr Gipfel bildet den höchsten Punkt der durch Zusammenlegung im Jahr 2015 neu geschaffenen Stadtgemeinde Oberwölz im Bezirk Murau.
Der schmale Gipfelkamm der Schoberspitze verläuft etwa in Nord-Süd-Richtung. Vor allem von Norden und Süden betrachtet zeigt sie daher die Form einer markanten schlanken Pyramide.

## Name des Berges
Der in den Alpen häufig vertretene Name (oder Namensteil) Schober für Berge bezieht sich stets auf ihre Form. Schober bedeutet allgemein Haufen und ist zugleich ein spezieller Mundartausdruck für Heuhaufen.
Zur Unterscheidung von der Schoberspitze (2126 m ü. A.), die sich etwa 13 Kilometer weiter nördlich in der Region der Planneralm ebenfalls in den Wölzer Tauern erhebt, wählt der Alpenvereinsführer Niedere Tauern die Bezeichnung Oberwölzer Schoberspitze. Der Bergwander-Atlas Steiermark entscheidet sich hingegen für den Namen Wölzer Schoberspitze.

## Anstiege
Der markierte Standardweg zur Oberwölzer Schoberspitze beginnt bei der Neunkirchner Hütte, einer unbewirtschafteten Selbstversorgerhütte des Österreichischen Alpenvereins im hintersten Eselsberger Graben, und leitet zunächst Richtung Norden, später Richtung Nordosten zum Gipfel. Der obere Teil der Route führt abschnittsweise ausgesetzt über steile Hänge und erfordert Trittsicherheit. Gehzeit: etwa 2½ Stunden.

Auf den letzten 30 Minuten des Anstiegs ist eine direktere, aber etwas anspruchsvolle Variante über den Südgrat möglich; sie erfordert einfache Blockkletterei im 1. Schwierigkeitsgrad UIAA.
Die unmarkierten Anstiege über den Nordgrat und den Nordostgrat weisen jeweils Kletterstellen bis zum 3. Schwierigkeitsgrad UIAA auf und sind daher Personen mit umfassender alpiner Erfahrung vorbehalten.